# Echinopogon caespitosus
Echinopogon caespitosus är en gräsart som beskrevs av Charles Edward Hubbard. Echinopogon caespitosus ingår i släktet Echinopogon och familjen gräs. Inga underarter finns listade i Catalogue of Life.